# 崇安鼠尾草
崇安鼠尾草（学名：Salvia chunganensis）是唇形科鼠尾草属的植物，为中国的特有植物。分布于中国大陆的福建等地，一般生于路旁草丛中，目前尚未由人工引种栽培。